# Agencia Financiera de Desarrollo
La Agencia Financiera de Desarrollo es la única banca pública de segundo piso de Paraguay que tiene por objetivo el otorgando créditos a bancos, financieras y cooperativas para que éstas vuelvan a brindar préstamos con tasas y plazos competitivos. 

## Historia
La agencia fue creada por la Ley 2640, en el año 2005, bajo la presidencia de Nicanor Duarte Frutos, siendo la primera y única banca de segundo piso del país.
Se creó durante un periodo de estabilidad macroeconómica en el Paraguay. Absorbió el Fondo de Desarrollo Campesino y el Fondo de Desarrollo Industrial.

## Productos
Los productos ofrecidos por el ente bancario son:
- Primera Vivienda: Financiamiento para viviendas.
- Promipymes: Créditos para pequeñas y medianas empresas.
- Procrecer: Créditos para financiamiento de proyectos de inversión.
- Procampo: Créditos para proyectos de inversión ganadera.
- Proeduc: Créditos para financiamiento de la educación superior.
- Proforestal: Créditos para financiamiento para productos de reforestación comercial.
- Procoop: Créditos para socios de Cooperativas de Producción.

## Calificación de riesgos
En el 2013, la Agencia Financiera de Desarrollo recibió la nota AA, por la agencia Feller Rate, asociada a Standard & Poor's.